# Dolor pélvico
El dolor pélvico es un dolor en el área de la pelvis. El dolor agudo es más común que el dolor crónico. Si el dolor dura más de seis meses, se considera dolor pélvico crónico. Puede afectar tanto a mujeres como a hombres.
Las causas comunes incluyen: endometriosis en las mujeres, adherencias intestinales, síndrome del intestino irritable y cistitis intersticial. La causa también puede ser un número de enfermedades poco entendidas que pueden representar una función psiconeuromuscular anormal.

## Terminología
El síndrome de dolor pélvico crónico urológico (SDPCU) es un término genérico adoptado para su uso en la investigación de síndromes de dolor asociados con la pelvis masculina y femenina. No es para un uso como diagnóstico clínico. El síntoma distintivo de la inclusión es el dolor crónico en la pelvis, el suelo pélvico o los genitales externos, aunque a menudo se acompaña de síntomas del tracto urinario inferior
El dolor pélvico crónico en los hombres se conoce como prostatitis crónica/síndrome de dolor pélvico crónico (PC/ SDPC) y también se conoce como prostatitis no bacteriana crónica. Los hombres en esta categoría no tienen infección conocida, pero tienen un dolor pélvico extenso que dura más de 3 meses.

## Causa

### Mujeres
Muchas enfermedades diferentes pueden causar dolor pélvico, incluyendo:
  
- síndrome de congestión pélvica
- sensibilidad exagerada en la vejiga, el intestino o dolor uterino (también conocido como dolor visceral)
- dolor de la cintura pélvica (SPD o DSP)
- atrapamiento del nervio pudendo.

Ginecológica
- Dismenorrea — dolor durante el período menstrual
- Endometriosis — el dolor causado por tejido uterino que se encuentra fuera del útero.  La endometriosis se puede confirmar visualmente mediante laparoscopia en aproximadamente el 75% de las adolescentes con dolor pélvico crónico que es resistente al tratamiento, y en aproximadamente el 50% de las adolescentes con dolor pélvico crónico que no es necesariamente resistente al tratamiento.[3]
- Anomalías Müllerianas
- Enfermedad inflamatoria pélvica — dolor causado por daño producido por infecciones
- Quistes ováricos: el ovario produce un quiste grande y doloroso que puede romperse
- Torsión ovárica — el ovario se tuerce de manera que interfiere con el suministro de sangre
- Embarazo ectópico — un embarazo implantado fuera del útero

Abdominal
- Síndrome de hematuria dolor lumbar
- Proctitis —  infección o inflamación del ano o el recto
- Colitis — infección o inflamación del colon
- Apendicitis — infección o inflamación del intestino

## Diagnóstico

### Mujeres
El examen para el diagnóstico comienza con una historia y un examen cuidadosos, seguidos de una prueba de embarazo. Algunas mujeres también pueden necesitar análisis de sangre o estudios de imágenes adicionales, y unas pocas también puede beneficiarse de una revisión quirúrgica.
La ausencia de patología visible en los síndromes de dolor crónico no debe formar la base para buscar explicaciones psicológicas o cuestionar la realidad del dolor del paciente. En cambio, es esencial abordar la complejidad del dolor crónico desde una perspectiva psicofisiológica que reconoce la importancia de la interacción mente-cuerpo. Algunos de los mecanismos por los cuales el sistema límbico impacta sobre el dolor, y en particular el dolor miofascial, han sido aclarados por los hallazgos de la investigación en neurología y psicofisiología.

### Hombres
En el dolor pélvico crónico no hay pruebas de diagnóstico estándar en hombres; el diagnóstico es por exclusión de otras enfermedades. Este cuadro se suele denominar Prostatitis Crónica/Síndrome de Dolor Pélvico Crónico (Prostatitis tipo III). A menudo se diagnostica erróneamente como prostatitis bacteriana crónica (categoría II) y se trata con antibióticos, exponiendo al paciente a un uso inapropiado de antibióticos e innecesariamente a efectos adversos con poco o ningún beneficio en la mayoría de los casos.

## Tratamiento

### Mujeres
Muchas mujeres obtienen beneficio consultando con un fisioterapeuta, mediante un ensayo con medicamentos antiinflamatorios, terapia hormonal o incluso agentes neurológicos.
A veces se realiza una histerectomía.
La estimulación de la médula espinal ha sido explorada como una posible opción de tratamiento por algún tiempo, sin embargo, aún falta consenso sobre dónde debe apuntar la ubicación óptima de la médula espinal. Como la inervación de la región pélvica proviene de las raíces nerviosas sacras, los tratamientos previos se han dirigido a esta región; los resultados han sido mixtos La estimulación de la médula espinal dirigida a la región torácica media - alta de la médula espinal ha producido algunos resultados positivos.

### Hombres

#### Tratamientos no farmacológicos
Las guías actuales de la Asociación Europea de Urología incluyen:
- Educación sobre el dolor: conversación con el paciente sobre el dolor, sus causas e impacto.
- Fisioterapia: algunos protocolos se centran en estiramientos para liberar músculos tensionados en el área pélvica o anal (comúnmente denominados puntos gatillo) que incluye masaje digital intrarrectal del piso pélvico, fisioterapia en el área pélvica y terapia de relajación progresiva para reducir el estrés causante.[8] No se recomiendan los ejercicios de Kegel.[9] El tratamiento también puede incluir un programa de "relajación paradójica" para prevenir la tensión crónica de la musculatura pélvica.[10]
- Terapia psicológica: como la mayoría de las condiciones de dolor crónico, la psicoterapia podría ser útil en su tratamiento independientemente de su impacto directo sobre el dolor.[11][12]

Otros tratamientos no farmacológicos que se han evaluado para esta afección incluyen acupuntura, terapia de ondas de choque extracorpóreas, programas de actividad física, termoterapia transrectal y un conjunto diferente de recomendaciones con respecto a cambios en el estilo de vida. La acupuntura probablemente conduce a una disminución de los síntomas de la prostatitis en comparación con la terapia médica estándar, pero es posible que no reduzca los problemas sexuales. En comparación con un procedimiento simulado, la terapia de ondas de choque extracorpóreas también parece ser útil para disminuir los síntomas de la próstata sin el impacto de los efectos secundarios, pero la disminución solo durará mientras se continúe el tratamiento. A partir de 2018, el uso de la terapia de ondas de choque extracorpóreas estudió como un tratamiento potencial para esta afección en tres estudios pequeños; hubo mejoras a corto plazo en los síntomas y pocos efectos adversos, pero se desconocen los resultados a mediano plazo y los resultados son difíciles de generalizar debido a la baja calidad de los estudios. La actividad física puede reducir levemente los síntomas físicos de la prostatitis crónica, pero es posible que no reduzca la ansiedad o la depresión. La termoterapia transrectal, en la que se aplica calor a la próstata y al área de los músculos pélvicos, por sí sola o combinada con terapia médica, puede hacer que los síntomas disminuyan levemente en comparación con la terapia médica sola. Sin embargo, este método puede provocar efectos secundarios transitorios. Las terapias alternativas como el masaje de próstata o las modificaciones del estilo de vida pueden reducir o no los síntomas de la prostatitis. En los ensayos se ha demostrado que la ablación transuretral de la próstata con aguja es ineficaz.

#### Medicamentos
Se pueden usar varios medicamentos que deben adaptarse a las necesidades y tipos de síntomas de cada persona (según UPOINTS). Algunos tratamientos evaluados hasta la fecha incluyen, entre otros:
- El tratamiento con antibióticos es controvertido. Una revisión de 2019 indicó que los antibióticos pueden reducir los síntomas. Algunos han encontrado beneficios en los síntomas,[15][16] pero otros han cuestionado la utilidad de un ensayo con antibióticos.[17] Se sabe que los antibióticos tienen propiedades antiinflamatorias y esto se ha sugerido como explicación de su eficacia parcial en el tratamiento del síndrome de dolor pélvico crónico.[18] Los antibióticos como las fluoroquinolonas, tetraciclinas y macrólidos tienen propiedades antiinflamatorias directas en ausencia de infección, bloqueando las señales químicas inflamatorias (citocinas) como la interleucina-1 (IL-1), la interleucina-8 y el factor de necrosis tumoral (TNF). Coincidentemente, se encuentran elevadas las mismas citocinas en el semen y en las secreciones prostáticas expresadas de hombres con prostatitis crónica.[19] El método de diagnóstico UPOINT sugiere que no se recomiendan los antibióticos a menos que haya evidencia clara de infección.[20]
- La eficacia de los bloqueantes alfa (tamsulosina, alfuzosina) es cuestionable en hombres con síndrome de dolor pélvico crónico y puede aumentar los efectos secundarios como mareos y presión arterial baja.[15] Un metaanálisis de 2006 encontró que son moderadamente beneficiosos cuando la duración de la terapia era de al menos 3 meses.[21]
- Un inhibidor de la reabsorción de estrógenos como la mepartricina mejora la micción, reduce el dolor urológico y mejora la calidad de vida en pacientes con prostatitis crónica no bacteriana.[22]
- Se han estudiado fitoterápicos como la quercetina y el extracto de polen de flores en pequeños ensayos clínicos.[23][24] Una revisión de 2019 encontró que este tipo de terapia puede reducir los síntomas del síndrome de dolor pélvico crónico sin efectos secundarios, pero es posible que no mejore los problemas sexuales.[15]
- Los inhibidores de la 5-alfa reductasa probablemente ayuden a reducir los síntomas de la prostatitis en hombres con síndrome de dolor pélvico crónico y no parecen causar más efectos secundarios que cuando se toma un placebo.[15]
- Los medicamentos antiinflamatorios pueden reducir los síntomas y es posible que no produzcan efectos secundarios asociados.[15]
- Cuando se inyecta en la próstata, la toxina botulínica A puede causar una gran disminución de los síntomas de la prostatitis. Si se aplica en los músculos de la pelvis, es posible que no reduzca los síntomas. Es posible que no haya efectos secundarios asociados en ninguno de los dos procedimientos.[15]
- Para los hombres con síndrome de dolor pélvico crónico, tomar alopurinol puede dar poca o ninguna diferencia en los síntomas, pero tampoco causar efectos secundarios.[15]
- Es posible que la medicina tradicional china no produzca efectos secundarios y puede reducir los síntomas en los hombres con síndrome de dolor pélvico crónico. Sin embargo, estos medicamentos probablemente no mejoren los problemas sexuales o los síntomas de ansiedad y depresión.[15]
- Ente las terapias que no se han evaluado adecuadamente en ensayos clínicos, aunque existe evidencia anecdótica de apoyo, se encuentran la gabapentina, las benzodiazepinas y la amitriptilina.[25]

## Epidemiología
La mayoría de las mujeres, en algún momento de sus vidas, experimentan dolor pélvico. A medida que las niñas ingresan a la pubertad, el dolor pélvico o abdominal se convierte en una queja frecuente. El dolor pélvico crónico es una afección común con una tasa de dismenorrea entre el 16.8 y el 81%, dispareunia entre el 8 y el 21.8% y dolor no cíclico entre el 2.1 y el 24%.

Según el CDC, el dolor pélvico crónico (DPC) representó aproximadamente el 9% de todas las visitas a ginecólogos en 2007. Además, el DPC es la razón del 20-30% de todas las laparoscopías en adultos. El dolor de la cintura pélvica es frecuente durante el embarazo.

## Implicaciones sociales
En la búsqueda de mejores resultados para las personas, se han encontrado problemas en los procedimientos actuales para el tratamiento del dolor pélvico crónico. Estos se relacionan principalmente con respecto a la dicotomía conceptual entre una génesis "orgánica" de dolor, donde se presume la presencia de daño tisular, y un origen "psicógeno", donde el dolor se produce a pesar de la falta de daño al tejido. Los tratamientos del DPC en entornos multidisciplinarios han demostrado altas tasas de éxito para las personas para quienes la patología 'orgánica' no ha sido útil

## Investigación
En 2007, el Instituto Nacional de Diabetes y Enfermedades Digestivas y Renales (INDEDR), parte de los Institutos Nacionales de Salud de los Estados Unidos, comenzó a usar SDPC como un término para referirse a síndromes de dolor pélvico crónico, principalmente síndrome de cistitis intersticial/dolor de vejiga (CI/SDV) en mujeres y prostatitis crónica/síndrome de dolor pélvico crónico (PC/SDPC) en hombres

### Red de investigación MAPP
En 2008, el INDEDR estableció la Red de Investigación EMEDPC (Enfoque Multidisciplinario para el Estudio del Dolor Pélvico Crónico) para ayudar a comprender mejor las causas subyacentes, reconociendo que había una falta de comprensión y manejo de estos síndromes de dolor y también que frecuentemente se asociaron con trastornos de dolor crónico en otras partes del cuerpo. Los objetivos son "descubrir nuevos conocimientos clínicamente relevantes que pueden conducir a mejores opciones de tratamiento y una mejor atención del paciente". Los resultados preliminares de esta red indican que las personas con síntomas dolorosos de vejiga (llenado doloroso o urgencia dolorosa) tienen síntomas más severos, una presentación más sistémica de los síndromes y una peor calidad de vida.